# Potamotrygonocestus fitzgeraldae
Potamotrygonocestus fitzgeraldae is een lintworm (Platyhelminthes; Cestoda). De worm is tweeslachtig. De soort leeft als parasiet in andere dieren.
Het geslacht Potamotrygonocestus, waarin de lintworm wordt geplaatst, wordt tot de familie Onchobothriidae gerekend. De wetenschappelijke naam van de soort werd voor het eerst geldig gepubliceerd in 2003 door Marques, Brooks & Araujo.